# Stigmella caesurifasciella
Stigmella caesurifasciella là một loài bướm đêm thuộc họ Nepticulidae. Nó là loài duy nhất được tìm thấy ở Honshu và Kyushu in Nhật Bản, but is probably also present in Trung Quốc.
Ấu trùng ăn Cyclobalanopsis glauca và Cyclobalanopsis acuta. Chúng ăn lá nơi chúng làm tổ.